# Nicole DeBoom
Nicole DeBoom (* 17. Februar 1972 in Chicago als Nicole Molzahn) ist eine ehemalige US-amerikanische Triathletin und Ironman-Siegerin (2004).

## Werdegang
In ihrer Jugend war Nicole im Schwimmsport erfolgreich und sie qualifizierte sich 1988 im Alter von 16 Jahren für das amerikanische Olympiateam.
1994 begann Nicole Molzahn mit Triathlon und sie startete von 1999 an als Profi. Sie studierte an der Yale University.
2000 belegte sie beim Ironman Hawaii (Ironman World Championship) den zwölften Rang und im September 2004 gewann sie den Ironman Wisconsin.
2005 gründete sie das Sportswear-Label Skirt Sports und etablierte damit auch Röcke für Damen als Laufbekleidung.

### Privates
Sie ist seit 1996 verheiratet mit dem ehemaligen Triathleten Tim DeBoom (* 1970). Die beiden leben in Boulder (Colorado) und im Dezember 2011 erwarteten sie die Geburt ihres ersten Kindes. Seit 2014 tritt Nicole DeBoom nicht mehr international in Erscheinung.

## Sportliche Erfolge
| Datum/Jahr    | Rang | Wettbewerb                                 | Austragungsort   | Zeit     | Bemerkung |
| ------------- | ---- | ------------------------------------------ | ---------------- | -------- | --- |
| 2. Aug. 2014  | 1    | Tri for the Cure Women's Triathlon         | Denver           | 01:08:06 | |
| 4. Aug. 2013  | 1    | Tri for the Cure Women's Triathlon         | Denver           | 01:07:52 | |
| 22. Aug. 2010 | 1    | Outdoor Divas Triathlon                    | Longmont         | 01:02:56 | |
| 25. März 2007 | 1    | Subaru Us Women's Triathlon Series         | Saint Petersburg | 00:59:27 | 750 m Schwimmen, 23 km Radfahren, 5 km Laufen, im Rahmen des St. Anthony's Triathlon                           |
| 24. Juni 2007 | 2    | Subaru Us Women's Triathlon Series         | Naperville       | 01:07:35 | 750 m Schwimmen, 23 km Radfahren, 5 km Laufen                                                                  |
| 4. Juni 2006  | 2    | Lake Mills Triathlon                       | Lake Mills       | 01:08:25 | 400 m Schwimmen, 24 km Radfahren, 5 km Laufen                                                                  |
| 10. Juli 2005 |      | Danskin Chicagoland Triathlon              | Pleasant Prairie | 01:01:29 | 750 m Schwimmen, 20 km Radfahren, 5 km Laufen                                                                  |
| 12. Juni 2005 | 1    | Reebok Women's Triathlon Series            | Naperville       | 01:07:43 | 750 m Schwimmen, 20 km Radfahren, 5 km Laufen                                                                  |
| 1. Mai 2005   | 5    | Ironman 70.3 St. Croix                     | Saint Croix      | 04:51:48 | |
| 19. März 2005 | 10   | Ironman 70.3 California                    | Oceanside        | 04:44:59 | |
| 8. Aug. 2004  | 2    | Boulder Peak Triathlon                     | Boulder          | 02:06:31 | 1,5 km Schwimmen, 40 km Radfahren, 10 km Laufen                                                                |
| 25. Juli 2004 | 2    | Reebok Women's Triathlon Series            | Naperville       | 01:04:22 | 750 m Schwimmen, 23,5 km Radfahren, 5 km Laufen                                                                |
| 23. Mai 2004  | 1    | Memphis In May Triathlon                   | Memphis          | 02:00:29 | |
| 17. Apr. 2004 | 1    | Worlds Toughest triathlon                  | Auburn           | 05:03:56 | |
| 3. Apr. 2004  | 5    | Ralph’s Ca Half Ironman                    | Oceanside        | 04:40:54 | |
| 7. Sep. 2003  | 2    | Los Angeles Triathlon                      |                  | 02:09:01 | [ 3 ] |
| 31. Aug. 2003 | 2    | ITU Triathlon Pan American Cup             | Boston           | 01:57:12 | |
| 18. Mai 2003  | 1    | Memphis In May Triathlon                   | Memphis          | 01:58:58 | |
| 30. März 2003 | 3    | Ralph’s Ca Half Ironman                    | Oceanside        | 04:42:59 | [ 4 ] |
| 30. Nov. 2002 | 4    | Laguna Phuket Triathlon                    | Phuket           | 03:01:48 | |
| 16. Juni 2002 | 3    | Escape from Alcatraz Triathlon             | San Francisco    | 02:16:25 | |
| 12. Mai 2002  | 2    | ITU Triathlon Pan American Cup             | St. Kitts        | 02:35:03 | |
| 5. Mai 2002   | 4    | Ironman 70.3 St. Croix                     | Saint Croix      | 04:51:28 | |
| 2001          | 2    | Triathlon Cristal Pucon                    |                  | 04:26:23 | über die halbe Ironman-Distanz (entspricht Ironman 70.3): 1,9 km Schwimmen, 90 km Radfahren und 21,1 km Laufen |
| 12. Aug. 2001 | 1    | Boulder Peak Triathlon                     | Boulder          | 02:09:53 | |
| 2000          | 8    | USA Triathlon Elite National Championships | Chicago          | 02:05:59 | |
| 2000          | 3    | Ralph’s Ca Half Ironman                    | Oceanside        |          | |
| 1999          | 6    | USA Triathlon Elite National Championships | Chicago          | 02:09:55 | |

| Datum/Jahr    | Rang | Wettbewerb         | Austragungsort | Zeit     | Bemerkung |
| ------------- | ---- | ------------------ | -------------- | -------- | --------- |
| 12. Sep. 2004 | 1    | Ironman Wisconsin  | Madison        | 10:05:40 |           |
| 19. Okt. 2002 | 15   | Ironman Hawaii     | Hawaii         | 09:57:49 |           |
| 6. Okt. 2001  | 13   | Ironman Hawaii     | Hawaii         | 10:23:08 |           |
| 19. Mai 2001  | 5    | Ironman California | Oceanside      | 09:53:34 |           |
| 14. Okt. 2000 | 12   | Ironman Hawaii     | Hawaii         | 10:13:11 |           |
| 20. Mai 2000  | 3    | Ironman California | Oceanside      | 10:09:42 |           |

(DNF – Did Not Finish)